# Lovîșcea, Turiisk
Lovîșcea (în ucraineană Ловища) este un sat în comuna Novîi Dvir din raionul Turiisk, regiunea Volînia, Ucraina.

## Demografie
Componența lingvistică a localității Lovîșcea
     Ucraineană (99,48%)
     Alte limbi (0,52%)
Conform recensământului din 2001, majoritatea populației localității Lovîșcea era vorbitoare de ucraineană (99,48%), existând în minoritate și vorbitori de alte limbi.